# 42. Internationale Sechstagefahrt
Die 42. Internationale Sechstagefahrt war ein Motorrad-Geländesportwettbewerb, der vom 17. bis 22. September 1967 im polnischen Zakopane sowie der Westtatra und der Hohen Tatra stattfand. Die Nationalmannschaft der DDR konnte zum fünften Mal in Folge die World Trophy gewinnen. Die Silbervase gewann zum zehnten Mal die tschechoslowakische Nationalmannschaft.

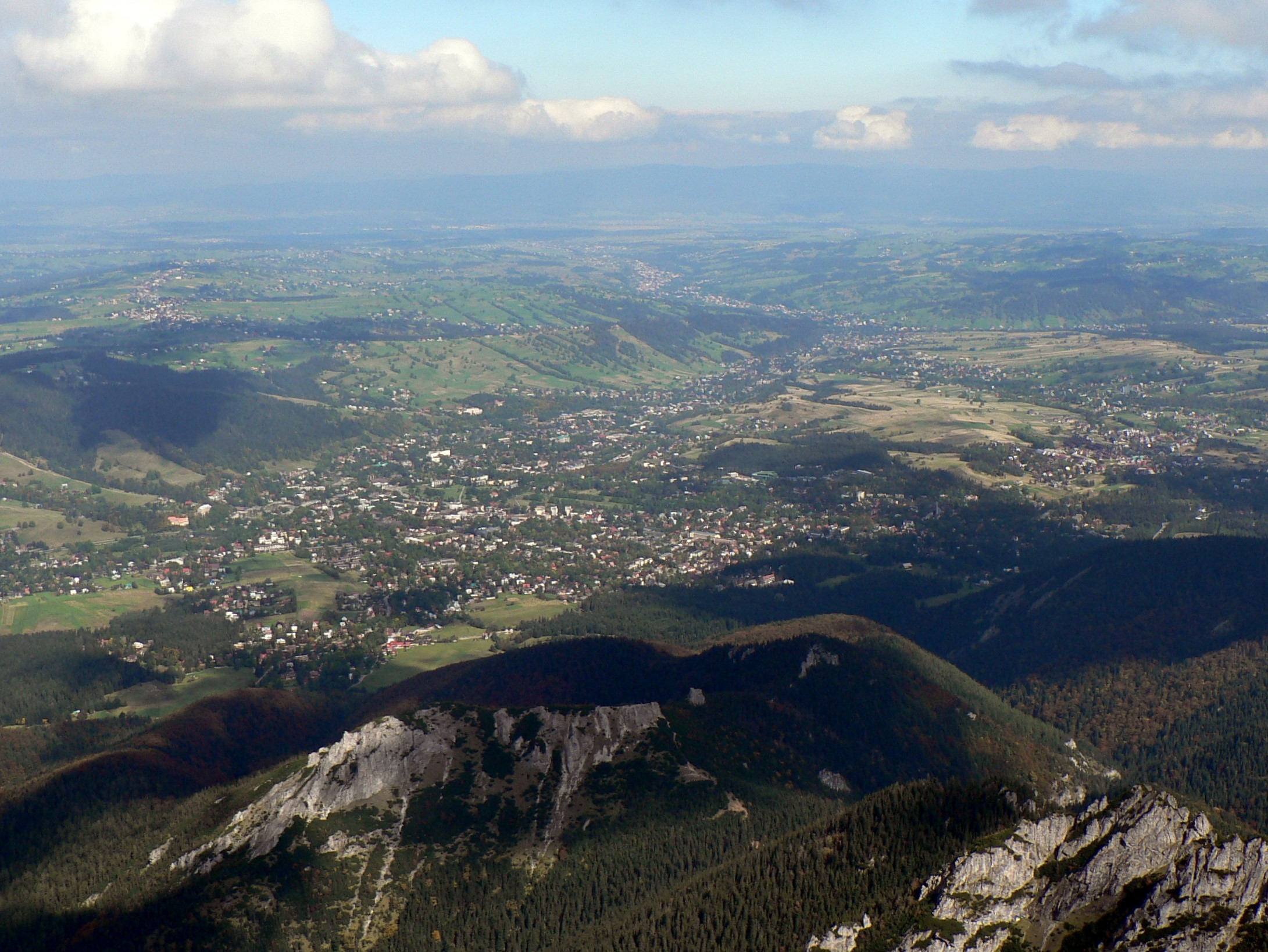
Zakopane, Start- und Zielort der einzelnen Etappen

## Wettkampf

### Organisation
Die Sechstagefahrt fand zum ersten Mal in ihrer Geschichte in Polen statt. Ausrichter der Veranstaltung war der polnische Motorsportverband Polski Związek Motorowy (PZM).
Für den Wettkampf waren 328 Fahrer von 17 Motorsportverbänden der FIM gemeldet. Um die Trophy-Wertung fuhren Mannschaften aus neun Nationen. Zudem waren 23 Silbervasen-, 39 Fabrik- und 30 Club-Mannschaften am Start.
BRD und DDR nahmen an der World Trophy sowie mit jeweils zwei Silbervasenmannschaften teil. Österreich nahm an der World Trophy sowie mit einer Silbervasenmannschaft teil. Zudem waren 13 bundesdeutsche und drei DDR-Clubmannschaften sowie fünf bundesdeutsche, vier DDR und drei österreichische Fabrikmmannschaften am Start. Aus der Schweiz nahmen zwei Einzelfahrer teil.
Insgesamt waren 1591 km Strecke zu bewältigen. Zum ersten Mal seit 1960 war nur eine Sonderprüfung je Fahrtag vorgesehen.
Der Parc fermé befand sich an der Skisprungschanze Wielka Krokiew.

### 1. Tag

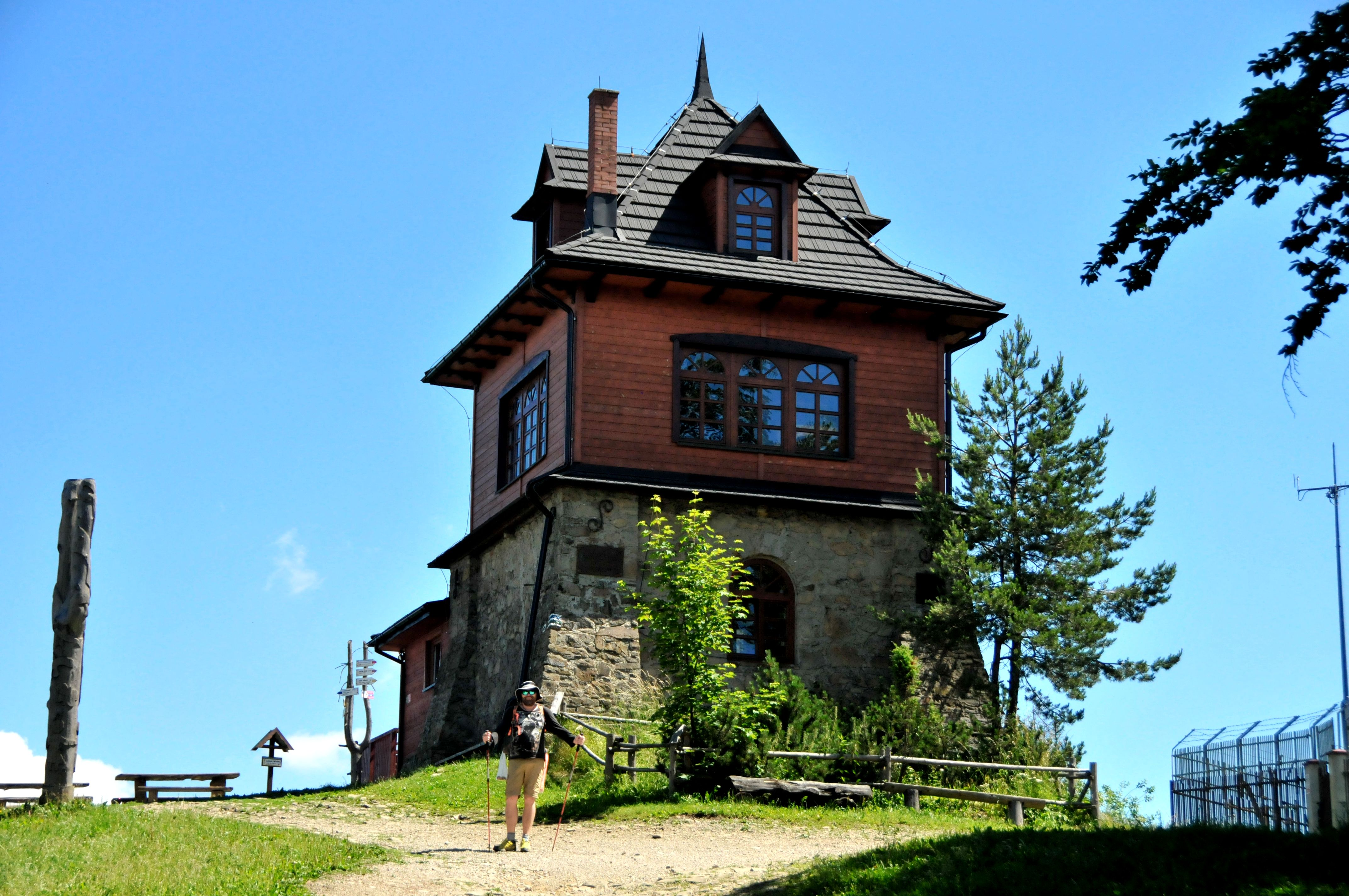
Gipfel des Luboń Wielki, Ziel der Geländeprüfung des 1. Tages

Von den 328 gemeldeten Fahrern nahmen 314 den Wettkampf auf. Das Wetter war spätsommerlich und niederschlagsfrei.
Mit 314,6 Kilometern war die Tagesetappe die längste der Veranstaltung. Die Strecke führte nach dem Start zuerst nach Nowy Targ. Von dort war zweimal ein Rundkurs zu durchfahren.
Die Sonderprüfung war eine 7 Kilometer lange Geländeprüfung zwischen Luboń Mały (896 m n.p.m.) und dem Gipfel des Luboń Wielki (1022 m n.p.m.). Sie war in der zweiten Runde zu absolvieren.
In der World Trophy führte die Mannschaft der DDR vor der Mannschaft Österreichs und der Mannschaft der BRD.
Bei der Silbervasenwertung führte die A-Mannschaft der ČSSR vor der der A-Mannschaft der BRD und der A-Mannschaft der DDR. Es folgten die B-Mannschaften der DDR und BRD auf den Plätzen 4 bzw. 5.
39 Fahrer schieden aus dem Wettbewerb aus.

### 2. Tag
Die Streckenlänge des zweiten Tages betrug 287,6 Kilometer. Das Wetter war bedeckt blieb aber niederschlagsfrei.
Wie am Vortag führte die Strecke von Zakopane zuerst nach Nowy Targ, von wo aus ein Rundkurs zweimal zu durchfahren war. Die Sonderprüfung fand bereits kurz nach dem Start am Ortsausgang von Zakopane statt und war eine 2,9 Kilometer lange Bergprüfung auf Asphalt.
In der World Trophyführte die Mannschaft der DDR vor der Mannschaft Österreichs und der Mannschaft der ČSSR. In der Mannschaft der BRD schied Norbert Gabler aus, das Team belegte den 6. Platz.
Bei der Silbervasenwertung führte die A-Mannschaft der ČSSR vor der der A- und B-Mannschaft der BRD. Auf den Plätzen 4 und 5 folgten die A- bzw. B-Mannschaft der DDR.
16 Fahrer schieden aus dem Wettbewerb aus.

### 3. Tag
Die Strecke war identisch der des Vortags und musste in entgegengesetzter Richtung durchfahren werden. Das Wetter war morgens sonnig, später begann es zu regnen.
Die Sonderprüfung war eine 4,2 Kilometer lange Bergprüfung auf Asphalt.
In der World Trophy führte weiter die Mannschaft der DDR vor der Mannschaft Österreichs und der Mannschaft der ČSSR. Die Mannschaft der BRD belegte den 6. Platz.
Bei der Silbervasenwertung führte die A-Mannschaft der ČSSR vor der der B-Mannschaft der BRD und der A-Mannschaft der DDR. Die B-Mannschaft der DDR belegte Platz 4.
17 Fahrer schieden aus dem Wettbewerb aus.

### 4. Tag
Die Länge der Tagesetappe betrug 307 Kilometer. Die Nacht zuvor hatte es geregnet, der Streckenuntergrund war stellenweise feucht bis durchnässt. Am Tag selbst blieb es niederschlagsfrei.
Wieder war ab Nowy Targ ein Rundkurs abgesteckt, der zweimal zu absolvieren war. Die Sonderprüfung des Tages war eine Beschleunigungsprüfung über 300 Meter auf einer Straße.
In der World Trophy führte die Mannschaft Österreichs vor der Mannschaft der DDR und der Mannschaft der ČSSR. Die Mannschaft der BRD belegte nach wie vor Platz 6.
Bei der Silbervasenwertung führte wie am Vortag die A-Mannschaft der ČSSR vor der der B-Mannschaft der BRD und der A-Mannschaft der DDR. Die B-Mannschaft der DDR belegte wie am Vortag Platz 4.
25 Fahrer schieden aus dem Wettbewerb aus.

### 5. Tag

Gipfel des Gubałówka, Ziel der Geländeprüfung des 5. Tages

Die Strecke war identisch der des Vortags und musste in entgegengesetzter Richtung absolviert werden. Bei Start noch diesig, klarte der Himmel bald auf und der Rest des Tages blieb sonnig.
Die Sonderprüfung war eine Geländeprüfung über 2,5 Kilometer zum Gipfel des Gubałówka (1126 m n.p.m.)
In der World-Trophy-Wertung die Mannschaft der DDR vor der Mannschaft der ČSSR und der Mannschaft der Österreichs. Die Mannschaft der BRD lag unverändert auf dem 6. Platz.
Bei der Silbervasenwertung führte unverändert die A-Mannschaft der ČSSR vor der der B-Mannschaft der BRD und der A-Mannschaft der DDR. Die B-Mannschaft der DDR belegte weiter Platz 4.
14 Fahrer schieden aus dem Wettbewerb aus.

### 6. Tag
Die Streckenlänge der Tagesetappe war mit 87,2 Kilometern die kürzeste. Das Wetter war blieb bis kurz dor dem Ende des Abschlussrennens sonnig, dann begann es stark zu regnen.
Die letzte Sonderprüfung war das Abschlussrennen, welches als Straßenrennen abgehalten wurde. Der Rundkurs hatte eine Länge von 3,85 Kilometern. Es waren sechs Runden zu fahren, die je nach Klasse innerhalb vorgegebener Zeiten absolviert werden mussten. Die ersten drei wurden für die Ermittlung der Gutpunkte herangezogen, jede fehlende Runde wurde mit Strafpunkten geahndet.
Ein Fahrer schied aus dem Wettbewerb aus. Von 314 am ersten Tag gestarteten Fahrern erreichten 202 das Ziel.

## Endergebnisse

### World Trophy

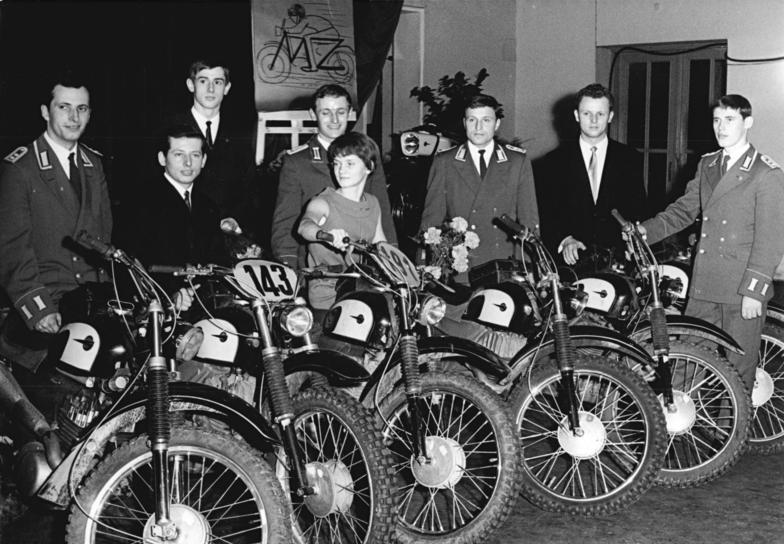
Die siegreiche Trophy-Mannschaft der DDR wurde zur Mannschaft des Jahres 1967 gewählt: Hans Weber, Werner Salevsky (von links), Peter Uhlig (4. v. links) sowie Klaus Halser, Karlheinz Wagner und Klaus Teuchert (von rechts).

| Platz | Team                            | Strafpunkte | Gut-Punkte |
| ----- | ------------------------------- | ----------- | ---------- |
| 1.    | Deutsche Demokratische Republik | 0           | 2092,64    |
| 2.    | Österreich                      | 200         | 2018,76    |
| 3.    | Tschechoslowakei                | 210         | 2014,27    |
| 4.    | Sowjetunion                     | 305         | 1730,85    |
| 5.    | Schweden                        | 419         | 1833,43    |
| 6.    | BR Deutschland                  | 500         | 1898,20    |
| 7.    | Italien                         | 600         | 1518,01    |
| 8.    | Vereinigtes Königreich          | 1700        | 1082,14    |
| 9.    | Polen                           | 1749        | 975,51     |

### Silbervase
| Platz | Team                                           | Strafpunkte | Gut-Punkte |
| ----- | ---------------------------------------------- | ----------- | ---------- |
| 1.    | Tschechoslowakei (A-Mannschaft)                | 0           | 1382,73    |
| 2.    | Deutsche Demokratische Republik (A-Mannschaft) | 0           | 1366,77    |
| 3.    | BR Deutschland (B-Mannschaft)                  | 0           | 1355,53    |
| 4.    | Deutsche Demokratische Republik (B-Mannschaft) | 0           | 1329,23    |
| 5.    | Polen (A-Mannschaft)                           | 0           | 1238,68    |
| 6.    | Sowjetunion (B-Mannschaft)                     | 0           | 1235,15    |
| 7.    | Schweden (A-Mannschaft)                        | 2           | 1343,10    |
| 8.    | Niederlande (B-Mannschaft)                     | 6           | 1241,10    |
| 9.    | Sowjetunion (A-Mannschaft)                     | 9           | 1247,38    |
| 10.   | Schweden (B-Mannschaft)                        | 200         | 1215,55    |
| 11.   | Spanien                                        | 317         | 1129,12    |
| 12.   | Finnland (A-Mannschaft)                        | 364         | 1080,31    |
| 13.   | BR Deutschland (A-Mannschaft)                  | 400         | 1170,05    |
| 14.   | Vereinigte Staaten                             | 407         | 995,39     |
| 15.   | Tschechoslowakei (B-Mannschaft)                | 505         | 1073,66    |
| 16.   | Vereinigtes Königreich (B-Mannschaft)          | 600         | 958,40     |
| 17.   | Polen (B-Mannschaft)                           | 608         | 874,72     |
| 18.   | Niederlande (A-Mannschaft)                     | 678         | 849,14     |
| 19.   | Finnland (B-Mannschaft)                        | 910         | 722,32     |
| 20.   | Belgien                                        | 1200        | 598,88     |
| 21.   | Vereinigtes Königreich (A-Mannschaft)          | 1525        | 546,27     |
| 22.   | Österreich                                     | 2100        | 314,73     |
| 23.   | Kanada                                         | 2353        | 93,34      |

### Club-Mannschaften
| Platz | Team                           | Strafpunkte | Gut-Punkte |
| ----- | ------------------------------ | ----------- | ---------- |
| 1.    | ADMV                           | 0           | 1004,26    |
| 2.    | ADAC Gau Nordbayern            | 0           | 962,40     |
| 3.    | GST I                          | 0           | 961,84     |
| 4.    | ADAC Gau Niedersachsen         | 0           | 959,82     |
| 5.    | UAMK III                       | 0           | 927,18     |
| 6.    | UAMK II                        | 2           | 950,14     |
| 7.    | DMV Landesgruppe Hessen        | 5           | 854,19     |
| 8.    | UAMK I                         | 21          | 941,78     |
| 9.    | ADAC Gau Württemberg           | 100         | 876,73     |
| 10.   | DMV Landesgruppe Franken       | 200         | 807,37     |
| 11.   | Milano                         | 225         | 790,95     |
| 12.   | ADAC Gau Hessen                | 239         | 804,50     |
| 13.   | Legia                          | 309         | 613,35     |
| 14.   | Avia Świdnik                   | 336         | 613,32     |
| 15.   | ADAC Gau Schleswig-Holstein    | 410         | 719,14     |
| 16.   | ADAC Gau Westfalen-West        | 517         | 640,49     |
| 17.   | ADAC Gau Nordrhein             | 538         | 727,38     |
| 18.   | ADAC Gau Südbayern             | 561         | 722,23     |
| 19.   | ADAC Gau Hansa                 | 600         | 696,42     |
| 20.   | Bergamo                        | 600         | 634,70     |
| 21.   | SMI                            | 600         | 581,29     |
| 22.   | Roma                           | 640         | 496,80     |
| 23.   | ADAC Gau Westfalen-Ost         | 700         | 638,41     |
| 24.   | GST II                         | 900         | 530,46     |
| 25.   | Czerwone Berety                | 921         | 452,66     |
| 26.   | Automotoklub Považská Bystrica | 1200        | 324,70     |
| 27.   | Army MCA                       | 1204        | 359,27     |
| 28.   | ADAC Gau Berlin-West           | 1291        | 223,11     |
| 29.   | Holland West                   | 1300        | 262,70     |
| 30.   | Roal Moto Club Espana          | 1302        | 353,87     |

### Fabrik-Mannschaften
| Platz | Team                   | Strafpunkte | Gut-Punkte |
| ----- | ---------------------- | ----------- | ---------- |
| 1.    | Zündapp III            | 0           | 1063,04    |
| 2.    | MZ I                   | 0           | 1055,02    |
| 3.    | Zündapp I              | 0           | 1053,89    |
| 4.    | Jawa III               | 0           | 1051,78    |
| 5.    | Jawa II                | 0           | 1038,96    |
| 6.    | MZ II                  | 0           | 1036,27    |
| 7.    | Steyer-Daimler-Puch II | 0           | 1033,88    |
| 8.    | MZ III                 | 0           | 1029,20    |
| 9.    | Simson                 | 0           | 1001,68    |
| 10.   | Hercules II            | 0           | 969,32     |
| 11.   | Ijewski Fabrik II      | 0           | 961,05     |
| 12.   | Gilera                 | 0           | 913,88     |
| 13.   | Husqvarna III          | 2           | 982,72     |
| 14.   | Ijewski Fabrik III     | 4           | 942,40     |
| 15.   | Ijewski Fabrik I       | 5           | 932,50     |
| 16.   | Jawa-CZ                | 15          | 971,61     |
| 17.   | Bultaco I              | 17          | 917,84     |
| 18.   | Husqvarna II           | 19          | 1000,80    |
| 19.   | SHL II                 | 54          | 795,79     |
| 20.   | Steyer-Daimler-Puch I  | 200         | 985,88     |
| 21.   | Jawa I                 | 200         | 981,51     |
| 22.   | Husqvarna IV           | 200         | 940,67     |
| 23.   | Triumph II             | 300         | 815,91     |
| 24.   | Korowski-Fabrik I      | 306         | 735,97     |
| 25.   | Zündapp II             | 400         | 876,01     |
| 26.   | Husqvarna I            | 400         | 860,72     |
| 27.   | Hercules I             | 500         | 787,76     |
| 28.   | Suzuki                 | 600         | 627,03     |
| 29.   | Moto Morini            | 600         | 604,13     |
| 30.   | Bultaco                | 600         | 598,88     |
| 31.   | WSK I                  | 611         | 573,84     |
| 32.   | Korowski-Fabrik II     | 619         | 590,35     |
| 33.   | KTM                    | 637         | 575,98     |
| 34.   | WSK II                 | 839         | 427,92     |
| 35.   | Riga                   | 908         | 477,24     |
| 36.   | Bultaco II             | 1025        | 515,64     |
| 37.   | SHL I                  | 1138        | 401,67     |
| 38.   | Minsk                  | 1334        | 276,15     |
| 39.   | Triumph I              | 1641        | 173,68     |

### Einzelwertung
| Klasse  | Starter | Gold | Silber | Bronze | Ausfall/Disqualifikation | Ausfall/Disqualifikation | Ausfall/Disqualifikation | Ausfall/Disqualifikation | Ausfall/Disqualifikation | Ausfall/Disqualifikation | Ausfall/Disqualifikation | Klassensieger (Motorrad)   | Strafpunkte | Gut-Punkte |
| Klasse  | Starter | Gold | Silber | Bronze | 1. Tag                   | 2. Tag                   | 3. Tag                   | 4. Tag                   | 5. Tag                   | 6. Tag                   | Gesamt                   | Klassensieger (Motorrad)   | Strafpunkte | Gut-Punkte |
| ------- | ------- | ---- | ------ | ------ | ------------------------ | ------------------------ | ------------------------ | ------------------------ | ------------------------ | ------------------------ | ------------------------ | -------------------------- | ----------- | ---------- |
| 50 cm³  | 19      | 9    | 3      | 1      | 3                        | 0                        | 1                        | 2                        | 0                        | 0                        | 6                        | Heribert Dietrich (Puch)   | 0           | 354,83     |
| 75 cm³  | 21      | 13   | 2      | 1      | 2                        | 1                        | 1                        | 1                        | 0                        | 0                        | 6                        | Erwin Schmider (Zündapp)   | 0           | 360,00     |
| 100 cm³ | 17      | 10   | 0      | 2      | 4                        | 0                        | 0                        | 0                        | 0                        | 1                        | 5                        | Siegfried Ginger (Zündapp) | 0           | 360,00     |
| 125 cm³ | 46      | 21   | 5      | 2      | 5                        | 4                        | 1                        | 3                        | 5                        | 0                        | 18                       | Werner Wabnig (Puch)       | 0           | 355,70     |
| 175 cm³ | 56      | 28   | 7      | 6      | 3                        | 2                        | 2                        | 4                        | 4                        | 0                        | 15                       | Walter Leitgeb (Puch)      | 0           | 357,97     |
| 250 cm³ | 85      | 34   | 7      | 3      | 19                       | 7                        | 7                        | 4                        | 4                        | 0                        | 41                       | Werner Salevsky (MZ)       | 0           | 357,63     |
| 350 cm³ | 33      | 22   | 5      | 0      | 3                        | 0                        | 2                        | 1                        | 0                        | 0                        | 6                        | Květoslav Mašita (Jawa)    | 0           | 356,96     |
| 500 cm³ | 35      | 15   | 3      | 3      | 0                        | 2                        | 2                        | 9                        | 1                        | 0                        | 14                       | Jiří Jasanský (Jawa)       | 0           | 357,84     |
| 750 cm³ | 2       | 0    | 0      | 0      | 0                        | 0                        | 1                        | 1                        | 0                        | 0                        | 2                        |                            |             |            |
| Gesamt  | 314     | 152  | 32     | 18     | 39                       | 16                       | 17                       | 25                       | 14                       | 1                        | 112                      |                            |             |            |